# Mondego (Sada)
Mondego (llamada oficialmente San Xián de Mondego) es una parroquia española del municipio de Sada, en la provincia de La Coruña, Galicia.

## Otro nombre
La parroquia también se denomina San Julián de Mondego.

## Entidades de población
Entidades de población que forman parte de la parroquia:
- A Lagoa
- Amejeiral (O Ameixeiral)
- Carta
- Fortiñón, formado por la unión de las aldeas de:
  - Fortiñón
  - Urbanización Fortiñón
- Granja (A Granxa)
- Lácere
- Quintán
- Trasín
- Vertín
- Agra Pequena
- A Capela
- Fontoira
- Os Illós
- A Lamela
- Mazón
- O Pampillal
- O Valo

## Demografía
| Gráfica de evolución demográfica de Mondego entre 2000 y 2019 |
|                                                               |
| Datos según el nomenclátor publicado por el INE.              |